# Kim Min-chul
Kim Min-chul (김 민철; 4 aprile 1983) è un ex lottatore sudcoreano, specializzato nella lotta greco-romana. È stato vicecampione iridato ai mondiali di Budapest 2005 e campione continentale ai Giochi asiatici di Doha 2006 ed ai campionati asiatici di Jeju 2008.

## Palmarès
- Mondiali

Budapest 2005: oro nei 66 kg.
- Giochi asiatici

Doha 2006: oro nei 66 kg.
- Campionati asiatici

Jeju 2008: oro nei 66 kg.
Tashkent 2011: oro nei 66 kg.
- Campionati asiatici junior

Mashhad 2002: bronzo nei 58 kg.